# Just Friends
Just Friends är en amerikansk komedifilm från 2005 i regi av Roger Kumble och med manus skrivet av Adam 'Tex' Davis. I rollerna syns bland andra Ryan Reynolds, Amy Smart, Anna Faris, Chris Klein och Christopher Marquette. Reynolds och Smarts roller (Chris Brander och Jamie Palamino) är två av huvudkaraktärerna i filmen. 
Just Friends är till största delen inspelad i städerna Regina och Moose Jaw i den kanadensiska provinsen Saskatchewan, men vissa delar av filmen är även inspelade i Los Angeles. Filmen hade premiär i USA den 23 november 2005.

## Rollista
- Ryan Reynolds – Chris Brander
- Amy Smart – Jamie Palamino
- Anna Faris – Samantha James
- Chris Klein – Dusty "Dusty Lee" Dinkleman
- Christopher Marquette – Mike Brander
- Julie Hagerty – Carol Brander
- Stephen Root – KC
- Fred Ewanuick – Clark
- Amy Matysio – Darla
- Barry Flatman – Mr. Palamino
- Maria Arcé – Athena
- Ty Olsson – Tim
- Todd Lewis – Kyle
- Ashley Scott – Janice
- Trenna Keating – Nancy
- JJ Elliott – Filmbesökare
- Tina Cerato – Filmbesökare
- Amanda Park – Tandläkarassistent

I filmen medverkar även sångerskan, tillika Ryan Reynolds dåvarande fästmö, Alanis Morissette i ett cameoframträdande i rollen som hans karaktärs före detta klient (där hon spelar sig själv). Dock blev scenen som hon medverkar i bortklippt, men den ska däremot finnas tillgänglig på DVD-utgåvan av filmen.